# هنري بيرنستاين
هنري بيرنستاين (بالفرنسية: Henri Bernstein)‏ هو كاتب مسرحي وكاتب سيناريو فرنسي، ولد في 20 يونيو 1876 في باريس في فرنسا، وتوفي بنفس المكان في 27 نوفمبر 1953.

## وصلات خارجية
- هنري بيرنستاين على موقع IMDb (الإنجليزية)
- هنري بيرنستاين على موقع الموسوعة البريطانية (الإنجليزية)
- هنري بيرنستاين على موقع ألو سيني (الفرنسية)
- هنري بيرنستاين على موقع أول موفي (الإنجليزية)
- هنري بيرنستاين على موقع قاعدة بيانات برودواي على الإنترنت (الإنجليزية)
- هنري بيرنستاين على موقع قاعدة بيانات الأفلام السويدية (السويدية)
- هنري بيرنستاين على موقع قاعدة بيانات الفيلم (الإنجليزية)
- هنري بيرنستاين على موقع كينوبويسك (الروسية)